# سایمون فونل
سایمون فونل (انگلیسی: Simon Funnell؛ زادهٔ ۸ اوت ۱۹۷۴) بازیکن فوتبال اهل بریتانیا است.
از باشگاه‌هایی که در آن بازی کرده‌است می‌توان به باشگاه فوتبال ساوت‌همپتون اشاره کرد.